# Cyndi Lauper
Cynthia Ann Stephanie Lauper (Brooklyn, Nueva York, 22 de junio de 1953), conocida como Cyndi Lauper, es una cantante, compositora, actriz, activista y empresaria estadounidense. Su extensa carrera como cantante, sumada con su extravagancia a la hora de vestir; su influencia en la música y su incursión en diversos géneros musicales, la han convertido en un «icono pop».
Inició su carrera musical a comienzos de la década de 1970 como vocalista de Doc West y Flyer antes de formar el grupo Blue Angel, con quienes publicó un álbum en 1980. Los constantes conflictos que tuvo la banda con su mánager, Steven Massarsky, llevaron a que este fuera despedido y presentara una demanda contra ellos por 80 000 USD; dejándolos en la quiebra. En 1981, durante una fiesta navideña, Lauper conoció al director musical Dave Wolff, quien se convirtió en su nuevo representante tras verla actuar en un club local de Nueva York, y le otorgó la posibilidad de firmar un contrato con la discográfica Portrait Records (filial de Epic Records) y publicar su primer álbum como solista, titulado She's So Unusual (1983), que incluye los sencillos «Girls Just Want to Have Fun», «Time After Time», «She Bop», «All Through the Night» y «Money Changes Everything». El material obtuvo reseñas positivas por parte de los críticos y fue un éxito comercial a nivel mundial. Dos años después, colaboró en la banda sonora de Los Goonies y publicó los temas «The Goonies 'R' Good Enough» y «What a Thrill», por el cual recibió una nominación a los Premios Grammy, en la categoría mejor interpretación vocal de rock femenina. Su segundo álbum, True Colors (1986) se ubicó entre los diez primeros lugares en varios países y contiene las canciones «True Colors»», «Change of Heart», «What's Going On» y «Boy Blue». En 1988, Lauper ingresó al mundo del cine con la película Vibes, la cual fue un fracaso tanto en crítica como en taquilla; sin embargo el sencillo «Hole in My Heart (All the Way to China)» obtuvo un desempeño positivo en varios territorios europeos. Un año más tarde, editó su tercer álbum de estudio, A Night to Remember (1989) y contiene los temas «I Drove All Night» y «My First Night Without You». Para promocionarlos, se embarcó en su A Night to Remember World Tour. Su actuación en el Estadio Nacional de Chile en noviembre de 1989 representó el tercer mega evento más grande del país.
Durante la década de 1990, tomó más control creativo sobre su música y publicó los álbumes Hat Full of Stars (1993) y Sisters of Avalon (1996), los cuales recibieron críticas positivas. El lanzamiento de Merry Christmas... Have a Nice Life (1998) supuso el cierre de su contrato con Epic Records. Incursionó en la música jazz y dance durante el decenio de los 2000, con álbumes como At Last (2003) y Bring Ya to the Brink (2008). En 2010, Memphies Blues se convirtió en el álbum de blues más exitoso de Billboard y permaneció en el número uno durante doce semanas en el Blues Albums Charts. Posteriormente, lanzó su decimoprimer álbum de estudio, Detour (2016), descrito como una «secuela espiritual de Memphis Blues».
Lauper ha vendido más de 50 millones de discos en su carrera. Posee el récord de ser la primera artista en posicionar cuatro sencillos consecutivos en el top 5 del Billboard Hot 100. En 2020, la revista Rolling Stone ubicó a She's So Unusual en el puesto 184 entre Los 500 mejores álbumes de todos los tiempos. El tabloide británico The Sun la clasificó como la número 4 entre las «50 cantantes que nunca serán olvidadas» en la historia musical. A lo largo de su carrera, Lauper ha sido reconocida con dos premios Grammy, dos premios American Music, un premio Tony, un premio Emmy, un MTV Video Music Awards, dos Billboard Music Awards y un Icon Award; así como su inclusión en el Salón de la Fama de los Compositores, en el Paseo de la Fama de Hollywood y el Salón de la Fama del Rock.

## Biografía y carrera

### 1953-1977: primeros años e inicios artísticos
Cynthia Ann Stephanie Lauper nació en Brooklyn, Nueva York, el 22 de junio de 1953. Su madre, Catrine Gallo, era de ascendencia italiana y trabajaba como camarera, mientras que su padre, Fred Lauper, era empleado en el área de envíos en la empresa de relojes Bulova. Sus padres mantenían una relación conflictiva y se divorciaron cuando Lauper tenía cinco años. Tras la separación, Gallo se mudó con sus tres hijos a un departamento en Ozone Park (Queens), mientras que su padre alquiló una habitación en el hotel Washington, en el centro de Manhattan.  Su madre se volvió a casar con un hombre que la golpeaba y acosaba, quien además amenazaba con agredir a los padres de Gallo y abusar de sus hijas mientras ella trabajaba. Lauper reconoció que la vida en el departamento era difícil y, por un tiempo, la apatía se apoderó de ella junto con dolores de cabeza sinusales.
Lauper comenzó a interesarse por la música, el arte y el teatro gracias a su madre, quien le enseñó estas pasiones como muestra de su amor. Solían admirar las obras de Pierre-Auguste Renoir, Claude Monet, Paul Gauguin y Vincent van Gogh, además de escuchar composiciones de Claude Debussy, Piotr Ilich Chaikovski y Louis Armstrong. Lauper aprendió a tocar la guitarra a los nueve años con un libro de Mel Bay y, a los once, comenzó a escribir canciones junto a su hermana Elen. Con una guitarra eléctrica y un amplificador, crearon su primera canción llamada «Sitting by the Wayside».
Cuando Lauper cursaba el octavo grado, anhelaba asistir a una escuela secundaria de artes escénicas. Sin embargo, cuando su madre habló con el consejero escolar, este le sugirió que, dado que la familia Lauper había trabajado en la industria de la moda, debería rendir el examen de ingreso a la Fashion Industries High School.  Aunque disfrutó su estancia allí, la mala gestión de su tiempo provocó momentos «frenéticos». Durante su primer año, tomó clases de costura, como la de máquina de coser eléctrica y la de materiales finos. Debido a sus malas calificaciones, Lauper fue trasladada al Richmond Hill High School como estudiante de primer año, donde su hermana se encontraba en su último año. Al llegar la graduación de Elen, Lauper repitió medio año y cayó en depresión, sintiendo que estaba en una pesadilla recurrente y que debía existir una realidad diferente. También experimentó una crisis de identidad respecto a su sexualidad, al ver que sus amigos salían del armario. A pesar de sus intentos de ajustarse a lo que pensaba que debía sentir, Lauper se dio cuenta de que no experimentaba la misma atracción que sus amigos.
A medida que se retrasaba su graduación, Lauper comenzó a sentir su tiempo adicional en la secundaria como una «doble condena en la miseria». En  1970, a los diecisiete, decidió abandonar la escuela y escapar de su casa, llevando consigo una bolsa de papel con un cepillo de dientes, un cambio de ropa interior, una manzana y un ejemplar del libro Grapefruit, de Yoko Ono, que se convirtió en una salida para ver la vida a través del arte. Su plan era tomar un tren hasta Long Island y luego un autobús a Valley Stream, donde viviría con su hermana y una amiga en un complejo de apartamentos en West Hempstead.
Lauper reconoció que algunos amigos le ayudaron a olvidar la situación que estaba atravesando, entre ellos Susan Monteleone, una chica que vivía cerca de su casa. Monteleone le enseñó sobre las manifestaciones femeninas. Ambas formaron un dúo de música folk llamado Spring Harvest y se presentaron un par de veces en una cafetería de Queens. Para Lauper, el dúo fue una gran experiencia que le ayudó a encontrar su sentido de identidad. Aunque con el tiempo perdió el interés por el folk y se inclinó más hacia el rock and roll, inicialmente pensó que no podría cantar ese tipo de música, pero pronto se dio cuenta de que era «realmente fácil». Mientras vivía en West Hempstead, consiguió varios trabajos temporales, como camarera en una sucursal de la cadena de restaurantes IHOP, en una tienda que hacía envíos por correos con muestras de cosméticos y cupones, en Burt's Shoes en el centro comercial Roosevelt Field y en un hipódromo. Paralelamente, mantuvo una relación amorosa con Phill, un hombre seis años mayor que ella, con quien llegó a alquilar una habitación, buscando sentirse amada. La situación empeoró cuando él comenzó a maltratarla, tirándola al suelo, sentándose sobre ella y agrediéndola verbalmente. En 1971, con la ayuda de algunos amigos, Lauper logró alejarse de Philly viajó a Canadá durante dos semanas junto a su perro Sparkle, con la intención de redescubrir quién era. Llevaba una mochila de camping y comida enlatada tanto para ella, como para su mascota. Su plan era que su hermana le enviara su cheque de desempleo mientras estaba en Canadá, para poder costear su comida y alojarse en un albergue juvenil. Sin embargo, cuando llegó a la frontera, solo tenía 25 USD en el bolsillo y los agentes le informaron que necesitaba más dinero para entrar al país. Los agentes trataron de apoyarla, ofreciéndole ideas sobre cómo podía llevar a cabo el estudio de árboles que Lauper deseaba hacer, además de ayudarle a encontrar un albergue juvenil en Toronto. Posteriormente, recordó su experiencia en el bosque como algo «peligroso» pero «interesante», y aunque a veces tenía miedo, siempre tuvo la sensación de no estar sola, como si una «fuerza protectora» la acompañara
De regreso a Toronto, conoció a un hombre que viajaba con un grupo de personas al estilo hippie hacia Nueva York. En el camino, se detuvieron en el río San Lorenzo para aprender a limpiar y filetear un pescado. Al llegar a Nueva York, visitó a su hermana y a algunos viejos amigos, y regresó a casa con su madre, quien acababa de divorciarse de su segundo esposo y se estaba mudando de casa, una experiencia que fue «traumática», pero al mismo tiempo «liberadora» para Lauper. Sus nuevas habitaciones estaban justo al lado una de la otra y no tenían privacidad. Además, vivían junto al tercer esposo de su madre Tiempo después, Phil la contactó y le dijo que quería regresar con ella. Sin embargo, Lauper le recordó todo lo que habían pasado juntos y lo rechazó, ya que sentía más «liberada» y «fuerte». Después de terminar definitivamente con Phil, Lauper conoció a un chico llamado Richie, que solía salir con una amiga de su hermana y luego mostró interés en ella. Cuando Lauper le dejó las cosas en claro, ambos decidieron hacer autostop en Massachusetts, para encontrar un nuevo lugar donde ella pudiera vivir. Montaron un campamento y dormían en bosques que encontraban en el camino. Lauper recordó que, una vez, mientras estaban sentados junto a una fogata, él le sugirió dejar de escribir su nombre como «Cindy» y cambiarlo a «Cyndi».
Cuando llegaron a Vermont, Richie tuvo que marcharse, y Lauper se quedó sola, Logró alojarse en un albergue juvenil de Burlington y trabajó como ayudante para una familia con dos hijos. Lauper y su mascota vivían una habitación en el sótano. Una día, la madre organizó una fiesta para celebrar los cinco años de uno de sus hijos e invitó a doce de sus amigos. El padre le regaló un tractor al niño, y mientras lo conducía, la mascota de Lauper corría de un lado a otro, hasta que fue atropellado y el tractor le pasó por encima de las costillas. Tras llevar a su mascota al veterinario, Lauper renunció. Después de pasar por momentos complicados, regresó a Nueva York.
Cyndi Lauper empezó su carrera artística como cantante de un grupo de Long Island llamado Doc West. Luego pasó a la banda Flyer, donde se dedicó a interpretar canciones de Jefferson Airplane, Queen, Led Zeppelin y Bad Company, entre otros. En 1976 saca su primer sencillo, «You Make Loving Fun». En 1977 abandonó temporalmente el mundo musical debido a una lesión en sus cuerdas vocales, que le había dejado prácticamente sin voz.

### 1978-1982: Blue Angel
En 1978, después de que recuperara su voz, se encontró con el saxofonista John Turi a través de su mánager Ted Rosenblatt. Turi y Cyndi se convirtieron en socios por escrito y formaron una banda llamada Blue Angel. Decidieron poner todo lo que tenían en la fabricación de un álbum de material original. En 1980, tras un año completo de terapia de la voz, Cyndi Lauper vuelve a dedicarse a la música. Esta vez lo hace con John Turi, un músico que tocaba varios instrumentos, y con quien formó la banda Blue Angel. Invirtieron todo lo que tenían en la fabricación del material, grabaron algunas maquetas y fueron recibidos por Steven Massarsky, quien dijo que las maquetas eran «horribles», pero que la razón de contratarlos era la voz de Cyndi. Los vio tocar en vivo y, finalmente, comenzó a manejar la banda después de comprar su contrato por solo 5000 dólares. Lauper estaba feliz pero lo que más deseaba era tener una carrera como solista. Lauper logró que firmaran un contrato con Polydor Records, firmando como una banda. En 1980, lanzaron un primer álbum en Polydor Records. Rolling Stone, la revista, más tarde los incluyó como uno de los 100 mejores álbumes de la nueva ola (2003). Lauper odiaba la cubierta, a menudo diciendo que le daba el aspecto de Big Bird. A pesar de la aclamación de la crítica, el álbum se vendió poco (o "se fue de plomo", como dice Lauper) y la banda se separó. Además Polydor les dijo que si no tenían aunque fuera un éxito, su contrato terminaría. Luego despidieron a su mánager, que los demandó por 80 000 dólares, lo que logró que Lauper terminara en bancarrota.
Lauper no tuvo otra opción que trabajar en varias tiendas de Nueva York para conseguir más dinero, también seguía cantando en los clubes de la ciudad. Los músicos y críticos que la vieron cantar dijeron que era una gran potencia al estrellato, que tenía una buena voz, afinación perfecta y un estilo vocal muy personal. En 1981, mientras cantaba en un bar de Nueva York, Lauper conoció a David Wolff, que se hizo su mánager (y en algún momento se involucró sentimentalmente con ella) y obtuvo su firma con Portrait Records, afiliado a Epic Records. Wolff había estado trabajando con un grupo llamado Arc Angel.

### 1983-1985:She's So UnusualyLos Goonies

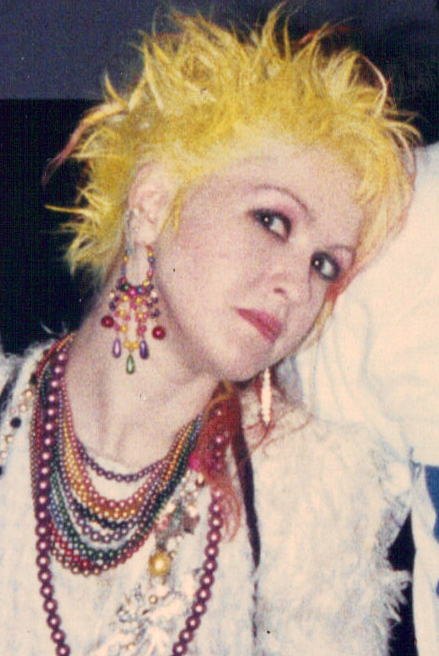
Lauper en el estudio de grabación A&M de Hllywood (California) el 28 de enero de 1985

El 14 de octubre de 1983, She's So Unusual fue lanzado y alcanzó el puesto #4 en Estados Unidos, convirtiéndose en un éxito mundial, con la ayuda de Rick Chertoff, Eric Bazilian y Rob Hyman (de The Hooters) como músicos. El álbum se convirtió en un hit, teniendo gran éxito entre los adolescentes y alabado por los críticos por su estilo punk híbrido.
Lauper quería escribir todas las canciones del disco, pero la discográfica quería que grabara algunas canciones concretas. De todas formas ella alteró la letra de estas; un ejemplo es «Girls Just Want to Have Fun»: Cyndi dice que la canción original hablaba sobre una mujer que tiene que complacer a un hombre, y que la letra parecía misógina. Lanzándose así este tema como primer sencillo, fue todo un himno y alcanzó el segundo puesto en el Billboard Hot 100 y UK Singles Chart y el primero en más de siete países. Fue certificado con seis discos de platino por la Recording Industry Association of America (RIAA) y dos por la Industria Fonográfica Británica.
Como segundo sencillo fue lanzada la balada «Time After Time», ya que la discográfica no tenía mucha fe en ella como escritora, y participó como coescritora. La canción fue todo un éxito, siendo su primer sencillo número uno, tanto en el Hot 100 como en el adult Contemporary. Logró una certificación de cinco discos de platino con ventas de 500 000 copias según la RIAA y fue de los mayores éxitos en 1984. Fue versionada más de 100 veces por otros artistas. El nombre se le ocurrió a Lauper, inspirado en la película de 1979 Time After Time, en la que viajan en el tiempo. El tercer sencillo fue «She Bop» el cual alcanzó el tercer lugar en el Hot 100 y le valió a Lauper una certificación de oro de 500.000 copias de la RIAA. La canción ocasionó controversia al hablar sobre lamasturbación femenina; además Cyndi dijo que las voces las había grabado desnuda. Fue incluida en la lista del Parents Music Resource Center. El cuarto sencillo fue «All Through the Night», que fue escrito por Jules Shear, con el que escribió la canción «Steady»; la canción alcanzó el #5 en el Hot 100. Con este tema se convirtió en la primera cantante en tener 4 canciones en el Top 5 del Billboard Hot 100.
Luego lanzó «Money Changes Everything», que originalmente era de la banda The Brains, pero no fue comercializado y la versión conocida y más exitosa es la de Lauper. Fue #27 en Estados Unidos. Lauper lanzó «I'll Kiss You» y «When You Were Mine»como sencillos promocionales, este último siendo una versión de Prince. El álbum estuvo en las carteleras del Billboard Hot 200 durante 65 semanas y vendió 16 millones de copias en todo el mundo. Lauper salió así de gira con The Fun Tour.
El álbum la hizo quedar nominada y ganar muchos premios musicales. En 1985 gana dos Grammy por Mejor artista nuevo y Mejor presentación de grabación", además de las nominaciones a Álbum del año, Grabación del año, Mejor interpretación vocal pop femenina por «Girls Just Want to Have Fun» y Canción del año por «Time After Time».
Al ser la artista de moda por aquella época, fue contratada para que interpretara el tema principal de la película The Goonies (1985), dirigida por Richard Donner y producida por Steven Spielberg. La canción se llamaba «The Goonies 'R' Good Enough», y entró directamente al top 10 del Hot 100. También colaboró en USA for Africa, que fue grabada en la noche del 28 de enero de 1985 luego de la gala de los American Music Awards. Era una ocasión perfecta de reunir tantos artistas para interpretar la canción «We Are the World» de Michael Jackson y Lionel Richie.

### 1986-1988:True Colorsy debut cinematográfico

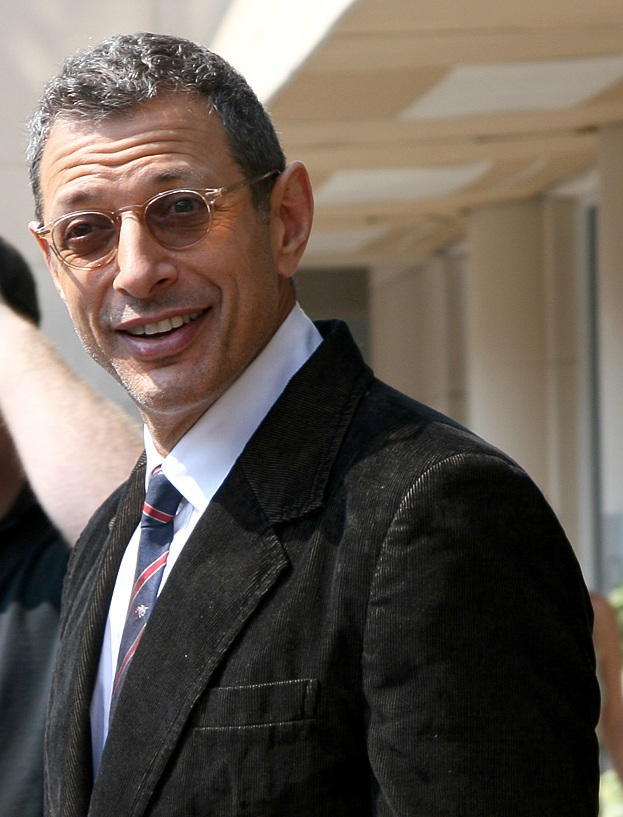
Lauper realizó su debut cinematográfico al lado de Jeff Goldblum, en la comedia romántica Vibes.

El 14 de octubre de 1986, se lanzó True Colors, su segundo álbum de estudio. Alcanzó el cuarto puesto en la lista Billboard 200. Para este álbum, aumentó su participación en la producción y composición. En el álbum contó con la colaboración de Angela Clemons-Patrick, Nile Rodgers, Aimee Mann, Billy Joel, Adrian Belew, The Bangles, Ellie Greenwich y Rick Derringer. Lauper coescribió la mayoría de los álbumes con Essra Mohawk, John Turi, Steinberg Billy y Tom Kelly. El sencillo homónimo, se convirtió en su segundo sencillo número uno en el Billboard Hot 100, valiéndole una nominación al Grammy. «Change of Heart» llegó a la tercera posición, mientras que «What's Going On» al doce. El álbum vendió 2 millones de copias en Estados Unidos.
Ese mismo año participó en el álbum de Billy Joel, The Bridge, en la canción «Code of Silence». También cantó la canción principal de la serie Pee-wee's Playhouse. Paul Reubens, estrella de esta serie, apareció en una canción del álbum True Colors, "911", como un operador de emergencias. En 1987 se lanza Cyndi Lauper in Paris, un concierto de la gira True Colors World Tour, que fue trasmitido por HBO.
El álbum le consiguió varias nominaciones, entre ellas dos en los Premios Grammy de 1987, mejor interpretación vocal pop femenina por «True Colors» y mejor interpretación vocal de rock femenina en 1987 por «911». También en 1986 la canción «What a Thrill», de la banda sonora de The Goonies, fue nominada a esta última categoría. Y en 1988 recibió la nominación de mejor interpretación en un video musical por Cyndi Lauper in Paris. 
En 1988, Lauper debutó como protagonista en la pantalla grande junto a Jeff Goldblum y Peter Falk en la comedia romántica Vibes, que tuvo poco éxito y mala crítica. Para esta película se grabó la canción «Hole in My Heart (All the Way to China)», llegando a ser un gran éxito en Australia y Nueva Zelanda.

### 1989-1992:A Night to Remembery matrimonio
| «En aquella época tuve muchos problemas con la compañía discográfica durante la grabación del álbum. Era muy complejo, porque no tuve el apoyo de nadie. Estaba furiosa con los ejecutivos, quienes no paraban de hacerme preguntas estúpidas sobre mi forma de ser y de vestir: "¿Qué es esto que llevas?", "¿Por qué no te pones unos pantalones vaqueros y una camiseta como todos los demás?" Me quedé un poco perdida y conflictiva con este álbum. Por otro lado, esa también fue una época en la que acabé peleándome con mi mánager y novio en aquel entonces Dave Wolff». —Cyndi Lauper sobre A Night to Remember en una entrevista para el diario O Globo. |

En abril de 1989 se publicó el primer extended play (EP) de Lauper, The Best Remixes, el cual estuvo disponible únicamente en Japón. Llegó a la posición 61 en la lista Oricon y fue certificado con un disco de oro por la Recording Industry Association of Japan (RIAJ) tras la distribución de 100.000 copias. El 9 de mayo del mismo año se lanzó A Night to Remember, su tercer álbum de estudio; el cual fue producido por Phil Ramone, Lennie Petze y Eric Thorngrenen. Representó el trabajo más «serio» y «maduro» de su carrera hasta ese momento. El tema «I Drove All Night» fue lanzado como el primer sencillo del álbum el 4 de abril de 1989, obteniendo un buen rendimiento comercial, tras ingresar en los diez primeros lugares en las listas de Canadá, Estados Unidos, Francia, Nueva Zelanda, Países Bajos y Reino Unido Además recibió una nominación a los Premios Grammy de 1990, en la categoría de mejor interpretación vocal de rock femenina. Más tarde publicó como segundo sencillo el tema «My First Night Without You», cuyo vídeo musical fue uno de los primeros en ser lanzados con subtítulos para personas con discapacidad auditiva en el canal de televisión MTV.
Para continuar promocionando el álbum, Lauper se embarcó en A Night to Remember World Tour, su tercera gira mundial que recorrió Asia, América del Norte y América del Sur. Su actuación en el Estadio Nacional de Chile en noviembre de 1989 representó el «tercer mega evento más grande del país». Dada su popularidad en aquel país, el programa de televisión Sábado gigante realizó un concurso para descubrir a la doble de la cantante. Dos años más tarde, en 1991, Lauper volvió a salir de gira con American Music Awards Concert Series, donde visitó Japón y Estados Unidos.

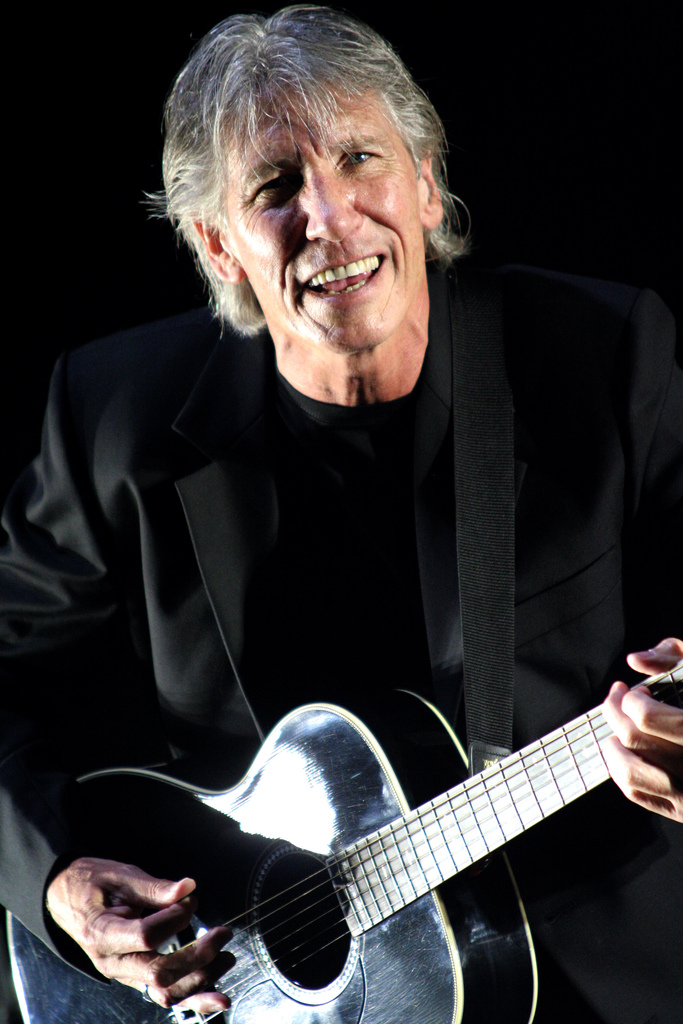
En 1990, Lauper participó en el concierto The Wall - Live in Berlin de Roger Waters.

En 1990, a raíz de la caída del Muro de Berlín, el músico Roger Waters la invitó a ser parte de The Wall - Live in Berlín, el espectáculo más multitudinario de la historia del rock. ante más de 300.000 personas, Lauper interpreta «Another brick in the Wall» qué más tarde sería lanzado como sencillo. Su actuación fue uno de los momentos más altos del show. Compartió escenario esa misma noche junto a Joni Mitchell, Van Morrison, Sinéad O'Connor y Marianne Faithfull, entre otros. También interpretó junto a otros The Tide Is Turning. En el evento ella estaba vestida de una joven alumna. Fue visto por más de 5 millones de personas en el mundo.
Por petición de Yoko Ono participa en el homenaje a John Lennon organizado en Londres, junto a artistas como Elton John, Lenny Kravitz y Ray Charles, entre otros. Cantó las canciones «Hey Bulldog» de The Beatles y «Working Class Hero» de Lennon. Este evento y su amistad con Yoko Ono inspiraron a Lauper a darle un nuevo giro a su carrera. En su siguiente trabajo, sin abandonar su desenfado musical, trata temas muy serios en la sociedad norteamericana, como el abuso, el aborto y la miseria. También participó en el proyecto tributo "The Peace Choir", donde hizo su versión de «Give Peace a Chance». En ese año coescribió la canción «Paper Heart», una canción sobre las drogas, con Jane Wiedlin, guitarrista de The Go-Go's .
Lauper apuesta de nuevo al cine en la película Off and Running, junto a David Keith, Richard Belzer y David Thornton, y con este último empieza a tener una relación. La película se estrenó en Europa. Para la banda sonora contribuye en la canción «Unabbreviated Love». En 1991, la cantante se casó con David Thornton en el Friends Meeting House de Nueva York, donde ofició la misa el ministro y excantante Little Richard. La legendaria Patti Labelle cantó la canción A Whiter Shade of Pale en la boda, y la abuela de Lauper fue la dama de honor. Aunque Cyndi quería usar un vestido iluminado de árbol de Navidad, finalmente utilizó un vestido de novias blanco.
En 1992 colabora en el musical Tycoon, donde interpreta dos canciones, una de ellas es «The World is Stone», una versión en inglés de la popular canción en francés del musical. Es lanzado con sencillo junto a un vídeo promocional y logra un éxito variado, con un par de Top 10, entre ellas un #2 en Francia. También se grabó «You Have To Learn To Live Alone». Ese mismo año canta a dúo con Frank Sinatra en el popular villancico "Santa Claus is Coming to Town". Aunque en realidad fue llevado al estudio la voz de Sinatra y se le agregó la voz de Cyndi.

### 1993-1995:Hat Full of StarsyTwelve Deadly Cyns... and Then Some
En 1993, Lauper obtuvo un papel en la película Life with Mikey como Geena Briganti, secretaria de una agencia de talentos. Esta producción debutó en el séptimo lugar y recaudó tres millones de dólares en su primer fin de semana. Poco tiempo después, la cantante lanzó su cuarto álbum de estudio, Hat Full of Stars; que representó un intento de «suavizar su aspecto». Para la producción del álbum, la cantante trabajó nuevamente con William Wittman, ―quien había participado en el desarrollo de su álbum debut, She's So Unusual (1983)― y colaboró con el DJ Junior Vásquez. Las letras reflejan temas sociales, como el racismo en «A Part Hate», el aborto en «Sally's Pigeons», el incesto en «Lies» y la violencia doméstica en «Brooken Glass». La crítica musical lo calificó como su «álbum más consistente y ambicioso»; asegurando que «pasó de ser la chillona amante de la diversión a una artista madura con un alcance y una profundidad admirables». El álbum llegó al puesto 112 del Billboard 200 y de acuerdo con el sistema Nielsen SoundScan vendió 119 000 copias para septiembre de 2003. En países como Francia y Japón ocupó el noveno y decimoquinto lugar respectivamente; además de ser certficado con un disco de oro en ambos territorios por las organizaciones Syndicat National de l'Édition Phonographique (SNEP) y la Recording Industry Association of Japan (RIAJ) respectivamente. Para su promoción se lanzaron tres sencillos: «Who Let In The Rain», «That's What I Think» y «Sally's Pigeons». El primero de ellos, alcanzó el duodécimo lugar en Nueva Zelanda y el trigésimo segundo en el Reino Unido. También ingresó en el puesto 33 del ranking adulto contemporáneo. Por otra parte, el segundo sencillo se convirtió en un éxito en las listas de baile de Dance Club Songs y UK Dance Chart.
En agosto de 1994, se publicó el primer álbum de grandes éxitos de Lauper, titulado Twelve Deadly Cyns... and Then Some. Este incluía tres canciones nuevas: «Hey Now», «I'm Gonna Be Strong» y «Come On Home». El álbum fue certificado con un disco de oro por la RIAA y vendió más de cuatro millones de copias en todo el mundo. «Hey Now», estuvo influenciada por el reggae y se convirtió en un éxito mundial, pues llegó a los diez primeros puestos en Dinamarca, Francia, Irlanda, Japón, Nueva Zelanda, Escocia y Reino Unido; donde recibió una certificación de plata por la British Phonographic Industry (BPI). Por su parte, «I'm Gonna Be Strong» y «Come On Home» se situaron en el top 40 de Reino Unido. Este último, además llegó al undécimo puesto en el Dance Club Songs.
En 1995, Lauper obtuvo un papel en la serie de televisión Mad About You como Marianne Lugasso, la exesposa de Ira Buchman. En la 47.ª edición de los Premios Emmy, Lauper obtuvo un galardón en la categoría de mejor actriz invitada en una serie de comedia.

### 1996-2000:Sisters of Avalon, maternidad yMerry Christmas...Have a Nice Life

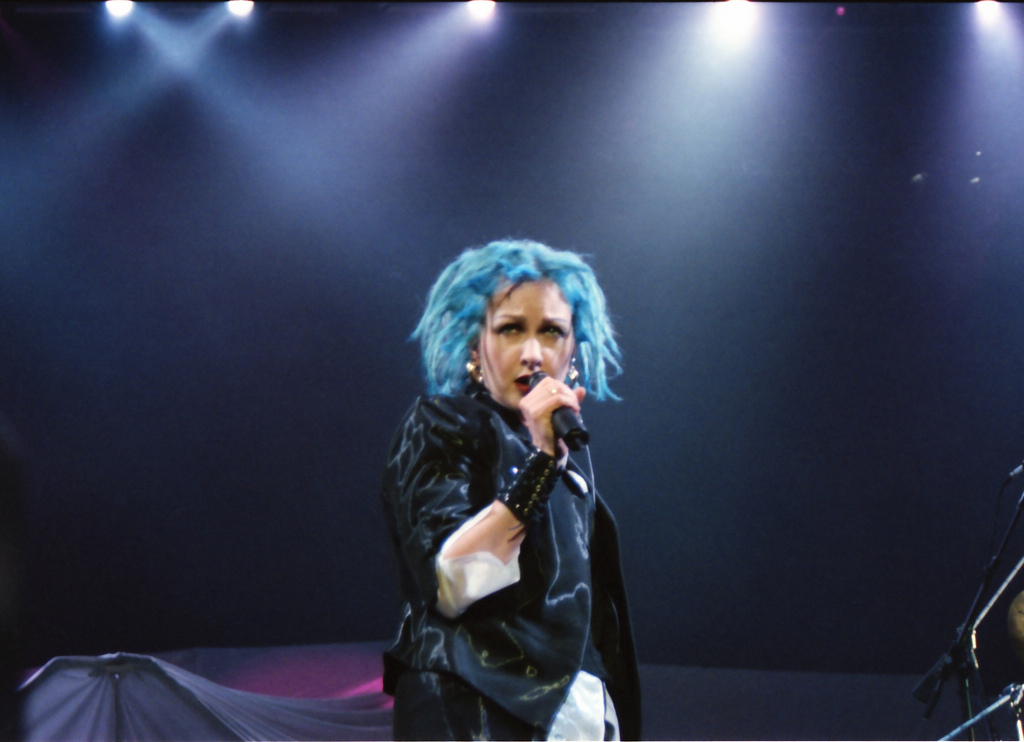
Lauper en una presentación en vivo en el año 2000.

En 1997 Cyndi anunció que estaba esperando un hijo. Más tarde, el 19 de noviembre,  del mismo año, nació y fue llamado Declyn Wallace Thornton por Elvis Costello (su primer nombre es Declan) y William Wallace.  Se convirtió así en madre por primera vez a la edad de 44 años. En el momento del nacimiento ella estaba terminando los arreglos de su nuevo álbum.
Así lanza su quinto álbum, Sisters of Avalon, que fracasa en Estados Unidos. Igualmente fue muy bien acogido por la cultura gay por el género dance, y los temas que hablaban en él. Fue compuesto, escrito y producido junto a Jan Pulsford Mark y Saunders. Entre sus músicos invitados se encontraba Nigel Pulsford que hacía las guitarras en canciones como «You Don't Know» y "Love to Hate".
La canción «Ballad of Cleo and Joe» habla sobre la vida doble de una drag queen. «Brimstone and Fire» cuenta la historia de una pareja de lesbianas y «You Don't Know» sobre la política. «Say a Prayer» es una canción que habla sobre una amiga que murió de Sida. La canción «Searching» tuvo el honor de aparecer en una capítulo de Baywatch y «Unhook the Stars» apareció en la película del mismo nombre, protagonizada por Marisa Tomei, Gérard Depardieu y Gena Rowlands.
La hermana de Cyndi, Ellen, le dice a su familia que es lesbiana, lo que le produce un "camino a seguir" para ella. Debido a esto participó en muchos eventos de caridad para la comunidad LGBT, sida, etc. Ese mismo año participa en el Orgullo LGBT alrededor del mundo. Ese mismo año abre los conciertos del "Wildest Dreams Tour" de Tina Turner, que fue una de las giras más taquilleras del año. Cyndi empieza a tomar clases de dulcimer con David Schnauffer.
| Merry Christmas. . . Have a Nice Life es mi ultimo CD para Sony, de ahí el título. Ahora voy a tener una buena vida Quiero encontrar diferentes personas con quienes trabajar y que sienta que son aventureros y con los que siento que podría divertirme. Muchas veces te ves envuelto en una situación tras otra. donde no tienes esa química, no te relajas y no es siempre tu mejor trabajo. —Lauper comentando sobre Merry Christmas. . . Have a Nice Life para Rolling Stone. |

A finales de octubre de 1998, Lauper lanzó su primer álbum navideño, Merry Christmas...Have a Nice Life, el cual contiene temas «clásicos» y originales. Los principales sonidos del álbum eran folk rock, cajun y música celta. Su versión de "Silent Night" fue utilizado para un comercial de pañales Pampers. Entre sus colaboradores en el álbum aparecen Rob Hyman, Jan Pulsford, William Wittman, etc.
En enero de 1999 aparece en el capítulo de Los Simpsons "Wild Barts Can't Be Broken", donde interpreta el himno nacional al estilo «Girls Just Want to Have Fun». Ese año abre las giras de Cher en su gira Do You Believe? Tour. Más tarde, en 2002, interpretaría la canción junto a Cher, «If I Could Turn Back Time» (1989) en VH1 Divas. Varias papeles en películas independientes le hacen ganar buenas críticas, tales como en arker And The Vicious Circle y The Opportunists.
Para la película A Night at the Roxbury ella contribuyó haciendo una versión de «Disco Inferno»como parte de la banda sonora. La canción es lanzada con un EP de remixes y se hace un éxito en las pistas de baile, además le valió una nominación a los Grammy en la categoría mejor grabación dance, pero perdió contra «Ray of Light» de Madonna. En 2000 interpretó la canción "I Want a Mom That Will Last Forever" para la película Rugrats en París. Cyndi coescribe junto a Faye Tozer en la canción «If You Believe» para el grupo Steps.

### 2001-2003:ShineyAt Last
En 2001 Cyndi prepara su nuevo álbum de estudio, y como tal el primero en el nuevo milenio, y el cual volvía a sus raíces Pop Rock. Para ello se juntó con Ryūichi Sakamoto y George Fullan. Apenas una semana antes de su lanzamiento el álbum fue filtrado y distribuido masivamente en internet, lo que causó su cancelamiento; en cambio se lanzó un EP que contenía solo unas canciones, además de Shine Remixes que contenía mezclas de la canción homónima. El 21 de abril de 2004 (3 años más tarde) se lanza físicamente solamente en Japón, siendo una pieza coleccionable muy importante entre sus fanes.
El 12 de octubre de 2000, participa en el programa de TV Women in Rock, Girls With Guitars (La mujer en Rock, chicas con guitarras en español), que contó con Sheryl Crow, Ann y Nancy Wilson, Melissa Etheridge, Amy Grant, Wynonna Judd, y Destiny's Child. Allí interpretó el clásico de Paul McCartney, "Maybe I'm Amazed" con Ann Wilson, y "O-o-h Child" junto al grupo Destiny's Child. Aparte estrenó "Water's Edge" junto a Ann. La crítica para ella fue muy positiva, hasta lo llamaron "lo mejor de la noche". Un CD fue publicado con las versiones de estudio, y en cada venta de él se donaba $1.00 a la investigación del cáncer de mama. En 2003 mientras estando de gira con Cher se rompió el tobillo.
El exsello de Lauper, Sony, lanza The Essential Cyndi Lauper, donde se recopilan algunos clásicos en su carrera. Luego firma de nuevo con Epic y Sony, y lanza At Last, un álbum de versiones del género Jazz, que recibe buenas críticas y aceptación entre críticos y fanáticos. Cyndi vuelve a aparecer en VH1 Divas Live con Patti LaBelle, Jessica Simpson, Debbie Harry, Ashanti, Sheila E., y the Pussycat Dolls. Con las dos primeras interpreta Lady Marmalade. En 2003 la revista Rolling Stone realiza su primera lista sobre Los 500 mejores álbumes de todos los tiempos, donde She's So Unusual aparece en el puesto 494. La canción «Unchained Melody» del álbum At Last fue nominada a los Premios Grammy en la categoría mejor arreglo instrumental con acompañamiento vocal.

### 2005-2007:The Body Acoustic

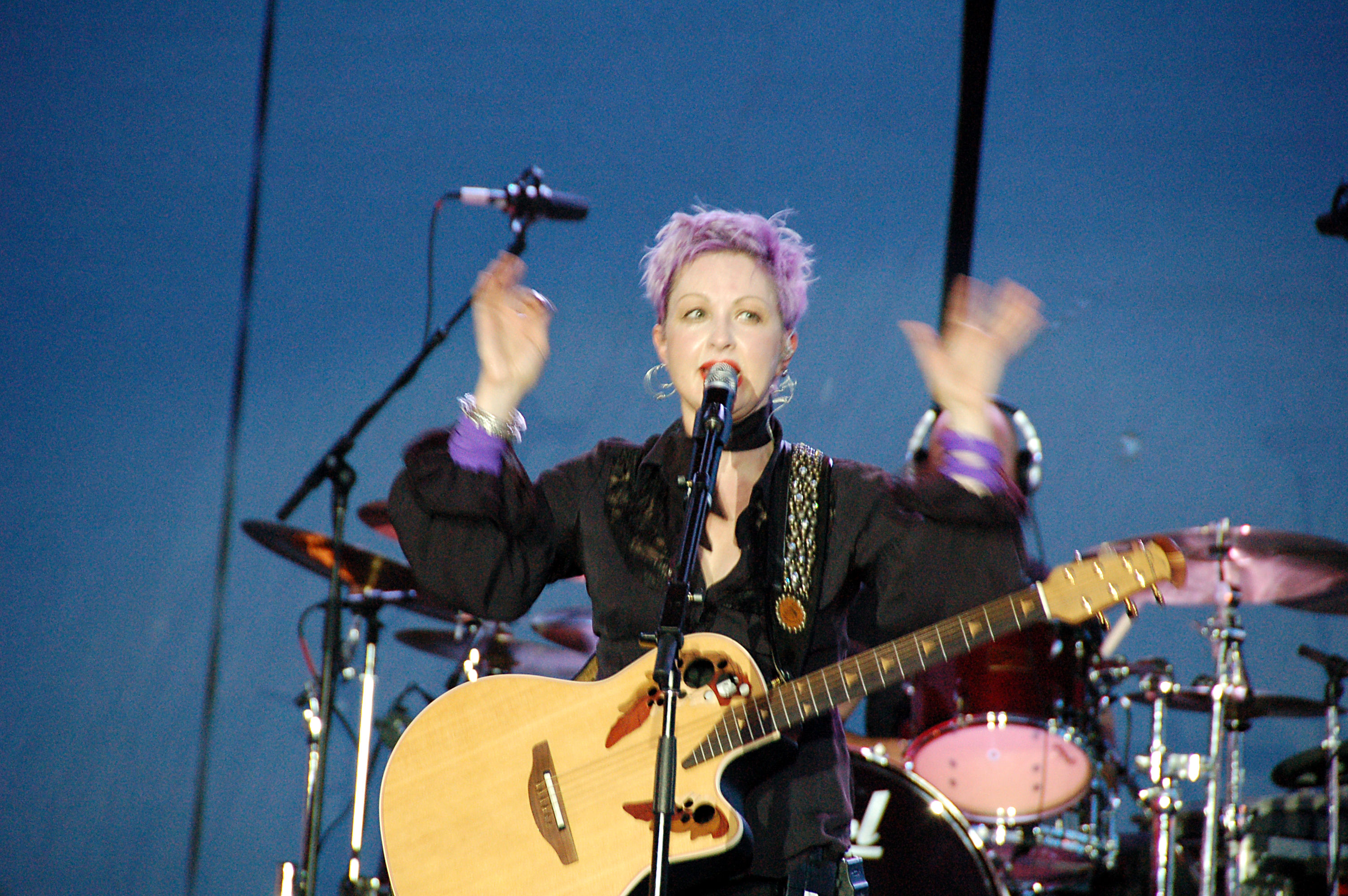
Cyndi Lauper en 2007.

En The Body Acoustic (2005), reinventa sus canciones más conocidas, junto a grandes de la música como son Shaggy, Ani DiFranco, Adam Lazzara, Jeff Beck, Puffy AmiYumi y Sarah McLachlan (entre otros). El álbum cuenta con dos canciones nuevas; "Above the Clouds" y "I'll Be Your River". La primera sirvió, junto a Jeff Beck, de primer sencillo del álbum y "Time After Time" con Sarah McLachlan fue lanzada más tarde; entrando en las listas de Billboard Adult Contemporary. Se rodaron tres vídeos promocionales, incluidos en una versión de CD+DVD del álbum, las canciones que tuvieron el honor fueron "She Bop", "Shine" y "Money Changes Everything".
En esos años también salió de gira con The Body Acoustic Tour; donde visitó lugares como Sudamérica. En 2005, Apareció en el exitoso serie de Showtime, Queer as Folk. En 2006 hace su debut en Broadway en La ópera de los tres centavos, donde hace el papel de Jenny. Hace un comercial de tributo a los 80's para el Trivial Pursuit y más tarde en los premios Tony Award ganan el premio a Mejor Reestreno de un Musical. Luego aparece en un capítulo de VH1 Classic, donde el show terminó junto a Shaggy, Scott Weiland, Pat Monahan of Train, Ani DiFranco y The Hooters.
El 16 de octubre de 2006 se la incluye en el Long Island Music Hall of Fame. Y en 2007 aparece en la canción "Beecharmer" del álbum Pretty Little Head de Nellie McKay, y "Letters To Michael" con Dionne Warwick.
Lauper comienza su fundación "True Colors Tour" para los derechos humanos, donde en 2007 hace su debut. Participan artistas como Deborah Harry, Erasure, The Dresden Dolls, Gossip, Margaret Cho y MC. La gira fue patrocinada por MTV Networks y dirigido al público gay, donde se les daba información y una pulsera morada que decía "Borrar el odio" por Matthew Shepard Foundation. Un dólar de cada entrada fue donado al grupo Human Rights Campaign.
Ese año fue juez para los Independent Music Awards, donde se elegían los mejores intérpretes de la música independiente.

### 2008:Bring Ya to the Brink

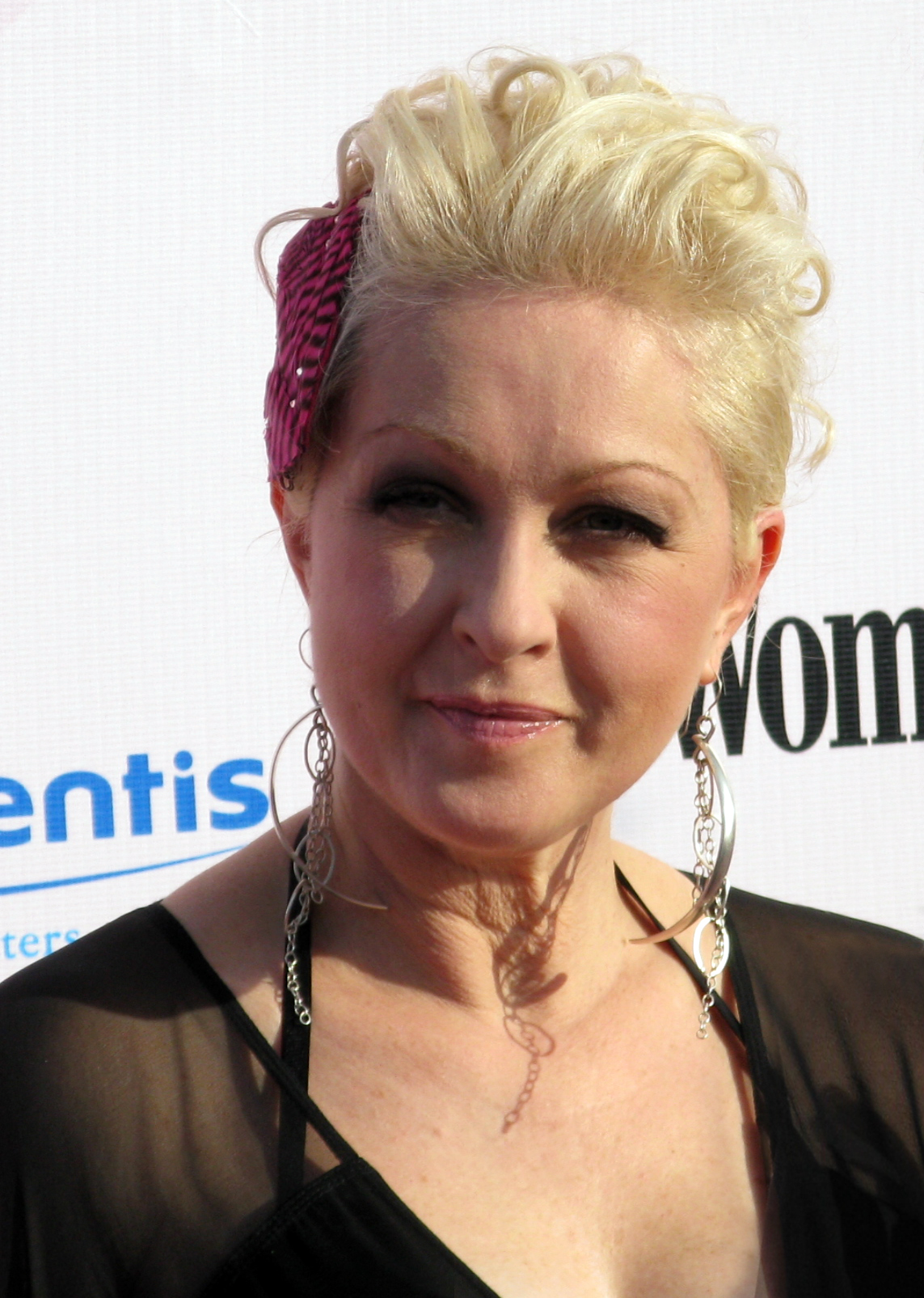
Cyndi Lauper en 2008 durante el evento Frosted Pink With a Twist.

El álbum Bring Ya To The Brink en un primer momento se iba a llamar Savoir Faire y posteriormente el nombre iba a ser Back From The Brink, pero en el último momento se cambió el título, así lo comunicó ella misma durante un concierto en la ciudad australiana de Perth. Tocó varios sencillos como «Set Your Heart», lanzado únicamente en Japón, este ganó de buenas descargas digitales, y en forma de promoción fue agregado al comercial del Toyota Car Model (Mark X ZIO), protagonizado por el cantante y actor japonés Takeshi Kaneshiro. Para la composición del álbum trabajó con Axwell, The Scumfrog, Basement Jaxx, Digital Dog, Dragonette, Kleerup. Max Martin, Alexander Kronlund y otros. El nuevo trabajo contaba con 12 canciones totalmente inéditas, de composición bailable y pegadiza que cuenta con «Same Ol' Story» como primer sencillo oficial a nivel mundial, lanzado el 6 de mayo de 2008, y que contó con una gran cantidad de mezclas lanzadas. El segundo sencillo también fue un éxito «Into the Nightlife» y se hizo un videoclip. Asimismo la edición japonesa del CD cuenta con dos canciones extra; además circularon nuevas remezclas de los éxitos «True Colors» y «Time After Time». En el verano de 2007, Inglaterra y Francia iniciaron la creación del álbum, en particular la escritura. Y la mayor parte de la producción fue en Suecia. Bring Ya To The Brink se lanzó el 27 de mayo de 2008 en los Estados Unidos.
La gira True Colors Tour 2008 debutó el 31 de mayo. Los invitados del espectáculo en diferentes días fueron Rosie O'Donnell, The B-52's, Joan Jett and the Blackhearts, The Cliks, Indigo Girls, Kat Deluna, Joan Armatrading, Regina Spektor, Tegan and Sara, Nona Hendryx, Deborah Cox, Wanda Sykes, y otros. El actor Carson Kressle de la serie Queer Eye for the Straight Guy y Sarah McLachlan en Burnaby también se presentaron.
En agosto de 2008, la cantante contribuyó en un artículo titulado Hope para el periódico en línea Huff Post, el cual alentaba a los adolescentes a votar por Barack Obama en las elecciones presidenciales de 2008. También actuó con Thelma Houston, Melissa Etheridge y Rufus Wainwright en la Convención Nacional Demócrata de 2008.
Lauper tomó un papel y escribió una canción para la serbia película Here and There, donde trabajó en la composición junto a David Byrne, protagonizada por su esposo, David Thornton, en uno de los papeles principales.
Cyndi colabora en la película de Serbia Here and There, donde hace un papel -al igual que su esposo- y la canción principal de nombre homónimo al film. En Navidad colaboró con The Hives en el villancico, solamente en Suecia, "A Christmas Duel". Lauper también se embarcó en Girls Night Out, junto a Rosie O'Donnell en los EE. UU.
En 2009 interpretó a una adivina de nombre Avalon Harmonia en el primer capítulo de la quinta temporada de la serie estadounidense Bones.

### 2010-2014:Memphis Blues, autobiografía yKinky Boots

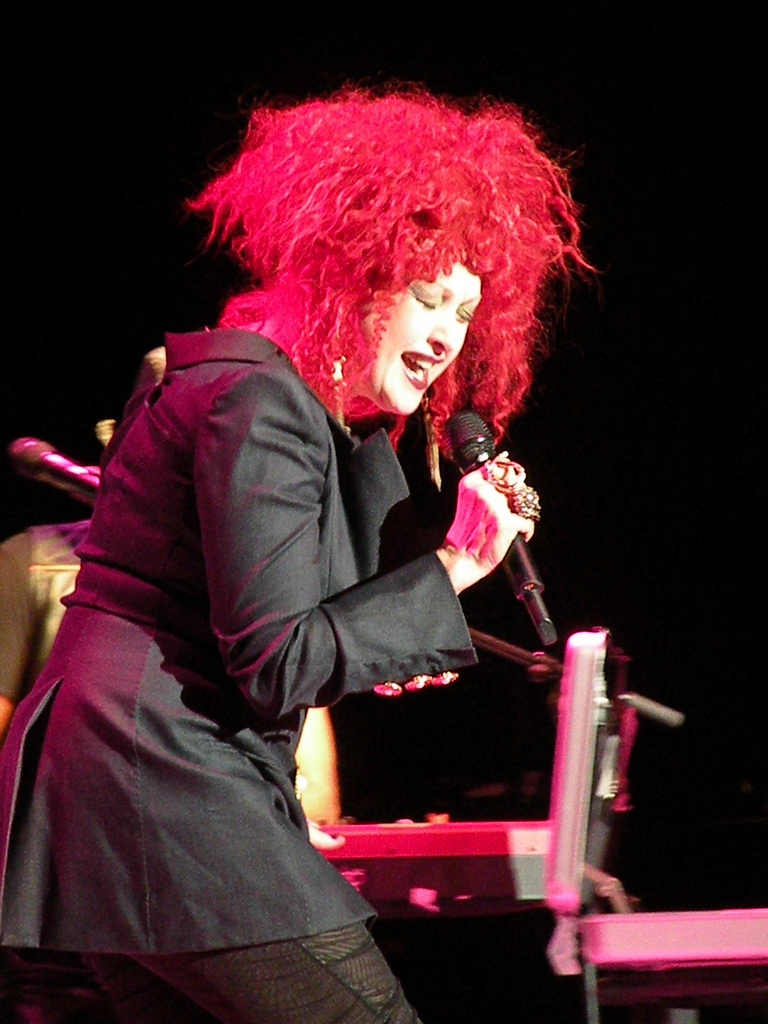
Cyndi Lauper cantando en la gira The Memphis Blues World Tour en 2010.

Cyndi Lauper fue una de las celebridades que diseñaron una camiseta para el segundo evento de Moda contra el sida en 2009, una colaboración entre H&M y Diseñadores contra el sida, para aumentar la concienciación respecto al VIH/sida en todo el mundo, especialmente entre los jóvenes.
El 17 de noviembre de 2009, Lauper realizó un trabajo de colaboración con Wyclef Jean llamado "Slumdog Millionaire" y la interpretó en vivo en The Late Show con David Letterman. El esfuerzo de colaboración se deriva del último álbum de Jean: Toussaint St. Jean: From the Hut, To the Projects, To the Mansion.
El 13 de octubre de 2009, Lauper comienza el rodaje de la novena temporada del reality show de Donald Trump, The Apprentice, junto con otras celebridades como Sharon Osbourne y Bret Michaels, donando sus ganancias a su propio fondo de True Colors Tour. Comenzó a emitirse en marzo de 2010. En el episodio del 9 de mayo de 2010, Donald Trump la despidió, dejándola así en el sexto lugar.
Lauper aparece en Here Lies Love, disco doble de David Byrne, de la banda de los 80 Talking Heads, y Fatboy Slim, cantando la canción «Eleven Days», así como el dueto «Why Don't You Love Me» con Tori Amos.
En enero de 2010, La compañía americana de juguetes Mattel lanzó una Cyndi Lauper muñeca Barbie como parte de su "Serie Damas de los 80".
El 22 de junio de 2010, salió a la venta Memphis Blues. Debutó en el Top 200 Albums Chart en el #26. Este es su undécimo álbum de estudio. Es su tercer álbum con más éxito en el Billboard 200; después de sus dos exitosos primeros álbumes She's So Unusual y True Colors. Además tuvo excelentes críticas; diciendo que era su mejor álbum aunque sea desde los 80. Fue número 1 en 16 países en la categoría iTunes Blues Albums y en el Billboard Blues Albums. Además de ser número 1 en Brasil Hot 50.

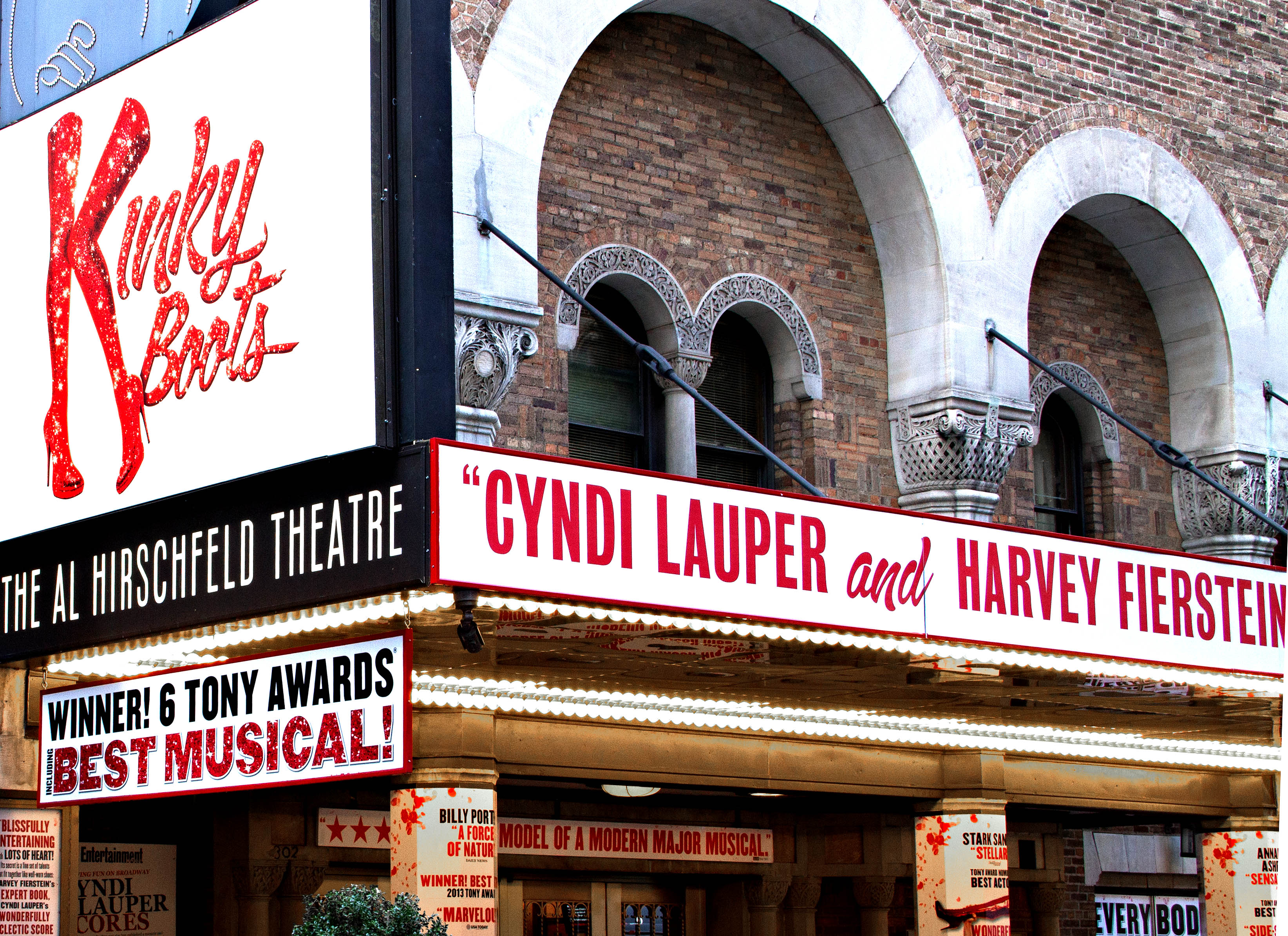
Cyndi Lauper compuso música para Kinky Boots.

En marzo de 2011, Lauper fue noticia internacional, por improvisar «Girls Just Want to Have Fun» mientras esperaba un vuelo que no llegaba en el Aeroparque Jorge Newbery en Buenos Aires, siendo un furor en Youtube y en redes sociales como Facebook o Twitter. En septiembre del 2012, lanzó su autobiografía titulada "Cyndi Lauper: A Memoir", llegando a ser best seller, anotándose un éxito más a su carrera, posteriormente lanzó su reality show "Cyndi Lauper: Still So Unusual", a través de las cadenas televisivas Wetv y VH1.
Compuso la música para el musical de Broadway Kinky Boots con Harvey Fierstein. El musical, basado en la película de igual nombre, se inauguró en Chicago en octubre de 2012, y se estrenó en Broadway en el Teatro Al Hirschfeld, el 4 de abril de 2013. En mayo, Lauper ganó a "Mejor Música" en la ceremonia de los 63a Outer Critics Circle. En los Premios Tony 2013 recibió trece nominaciones, seis de ellas ganadas, incluyendo Mejor Musical y Mejor Actor. Lauper ganó el premio a la Mejor Banda Sonora Original. Con la que se convirtió en la primera mujer en solitario en ganar dicho premio.
En el verano de 2013, en celebración del 30 aniversario de su álbum de debut She's So Unusual, Cyndi se embarcó en una gira internacional que cubrió Estados Unidos y Australia. El espectáculo consistía en la mezcla de canciones favoritas de sus fanes y la totalidad del álbum en promoción. Ella también fue artista invitada en 36 fechas de la gira de Cher Dressed to Kill Tour, a partir del 23 de abril de 2014.

### 2015-presente:Detour,Let the Canary Singy gira de despedida
En septiembre de 2015, Lauper confirmó que comenzaría a grabar un nuevo álbum de estudio, esta vez en el género country. El LP fue lanzado en 2016 con el título Detour. En los Estados Unidos, el álbum debutó en el número 29 en Billboard 200 y en el número cuatro en Billboard Top Country Albums. Fue nuevamente nominada a un premio Grammy en 2017 en la categoría Mejor álbum de teatro musical.
En febrero de 2016, Lauper fue nominada al premio Olivier por su contribución a la producción británica de Kinky Boots junto con Stephen Oremus, el responsable de los arreglos vocales. En enero de 2017, el álbum de esta producción fue nominado al premio Grammy al mejor álbum de teatro musical.
En mayo de 2016, Lauper apareció en "Swipe to the Right" de Electronica 2: The Heart of Noise del productor francés Jean-Michel Jarre. Este segundo álbum del proyecto Electronica se basa en colaboraciones con artistas relacionados con la música electrónica como: Lauper, Tangerine Dream, Moby, Pet Shop Boys, etc.
El 23 de abril de 2020, Lauper participó en un concierto de recaudación de fondos para los trabajadores de la vida nocturna LGBTQ+ que luchaban poder seguir financiando sus proyectos durante la pandemia de COVID-19. Lauper finalizó el concierto interpretando "True Colors". El concierto fue iniciado por la organización sin fines de lucro Stonewall Inn Gives Back del histórico bar gay de Greenwich Village. Otros artistas intérpretes o ejecutantes fueron Kate Pierson, Our Lady J, Rufus Wainwright y Darren Hayes, entre otros.
Luego de 33 años de no asistir a una premiación de los MTV Video Music Awards, Lauper regreso en la gala de 2021 de dichos premios, celebrando los 40 años de la cadena MTV.
El 3 de mayo de 2022, Lauper confirmó a través de sus redes sociales su próximo documental, el cual estaría producido por Sony Music, titulado Let the Canary Sing. El 4 de junio de 2024, se estrenó en la plataforma de streaming Paramount+, un documental que examina la vida y  carrera musical de Lauper. Dirigido por Alison Ellwood, el proyecto comenzó a gestarse durante el estreno del documental sobre el grupo femenino The Go-Go's en el Festival de Cine de Sundance en 2019, cuando Belinda Carlisle conversó con la productora de cine Eimhear O'Neill sobre la posibilidad de contar la historia de Lauper. Durante la pandemia de COVID-19, Ellwood se reunió varias veces con la cantante a través de Zoom. Inicialmente, ella mostró dudas sobre participar en el proyecto y expresó reticencia, cuestionando la necesidad de un documental sobre ella, ya que consideraba que aún no había alcanzado el final de su vida. Sin embargo, Ellwood logró convencerla, señalando que «es una gran historia, la música es genial, y es una celebración de tus logros; tu música y tus fanáticos te adoran».
Además, Legacy Recordings publicó un álbum complementario que incluye canciones desde sus inicios con Blue Angel, así como otros sencillos a lo largo de su carrera. El álbum estuvo dos semanas dentro del top 10 de la lista Movie Soundtracks & Music de Billboard, con 5 000 unidades vendidas entre el 7 y 13 de junio, según el informe de Luminate. 

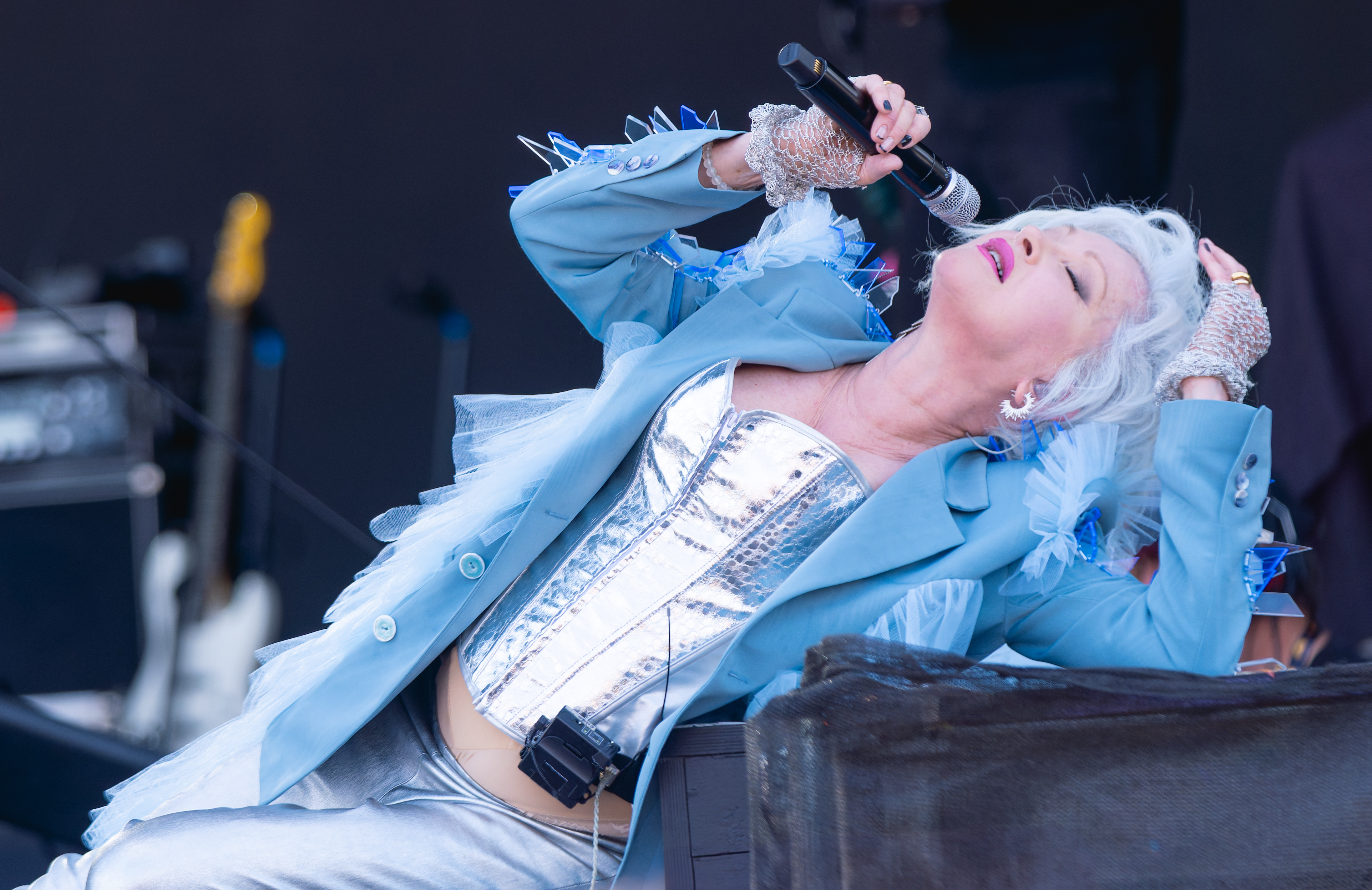
Lauper actuando en el Glastonbury Festival en Pilton, Somerset, 2024.

En enero de 2023, estuvo entre los nominados al Salón de la Fama del Rock and Roll. "Ver mi nombre en la papeleta de este año con tantos talentos que admiro significa mucho para mí" (...) "Ha sido un privilegio de por vida llegar a tantos tipos diferentes de fans con el mensaje de seguir tu propio camino (y también divertirte en el camino)", dijo Lauper. Finalmente no fue incluida en la revelación de la lista en mayo de 2023. Finalmente fue inducida en 2025.
En julio de 2023, Lauper lanzó la canción "Oh Dolores". El sencillo fue escrito para la serie de televisión de comedia negra, The Horror of Dolores Roach, de Prime Video. Además, Lauper aparece como actriz en un papel de invitado especial. En 2024, anunció su gira de despedida de los escenarios con el nombre de 'Farewell Tour', que realizaría en 23 ciudades de América del norte desde octubre hasta diciembre del mismo año. Días más tarde cambió el nombre a Girls Just Wanna Have Fun Farewell Tour ampliando las fechas; comenzando en Montreal, Canadá, el 18 de octubre de 2024, y finalizando el 30 de agosto de 2025, en el Hollywood Bowl, Los Ángeles. El 29 de junio de 2024, Lauper actuó en el Glastonbury Festival en Pilton, Somerset, Reino Unido.

## Obra
Sus mayores inspiraciones son Cher, Etta James, Dionne Warwick, Bette Midler, Joni Mitchell, Blondie, Patti LaBelle, Gene Pitney, Tina Turner, Ella Fitzgerald, Lena Horne, Édith Piaf, The Ronettes, Judy Garland, Billie Holiday, Ann Peebles, Sarah Vaughan y The Shangri-Las. El sonido de Lauper ha sido descrito entre música pop, rock, new wave, funk o blues.
En su álbum debut, She's So Unusual, se pueden observar diferentes géneros tales como el pop rock y new wave, que eran muy comunes en esa década y representaban la cultura adolescente; que es lo que habla el álbum en general; entre las temáticas en sus letras estaban el amor, diversión, masturbación, humor y confianza. Se pueden encontrar las divertidas Girls Just Want to Have Fun y When You Were Mine, las baladas Time After Time y All Through the Night, las roqueras Money Changes Everything y I'll Kiss You, y la controversial She Bop.
True Colors jugó un papel muy importante en su carrera, dado al crecimiento musical y artístico de ella. El álbum habla generalmente sobre el amor, y abandona el sonido y las letras relacionadas directamente a los adolescentes. En el álbum se destacan las baladas con muestras de percusión como lo son True Colors, What's Going On e incluso Iko Iko; aunque estos instrumentos sonaban algo «artificiales», luego están las pop-rock en Change of Heart, 911 y Maybe He'll Know (que originalmente pertenecía a Blue Angel), y también esta la balada dancepop de Boy Blue.
El álbum A Night to Remember fue su mayor álbum hablando en cambios, ya que fue donde quiso crecer artísticamente y trabajar en un estilo más adulto. El álbum se basa principalmente en canciones Pop rock, donde se destacan I Drove All Night, la canción homónima e Insecurious, están las influenciadas por el Jazz My First Night Without You y Primitive, y las contemporáneas Heading West y I Don't Want to Be Your Friend.

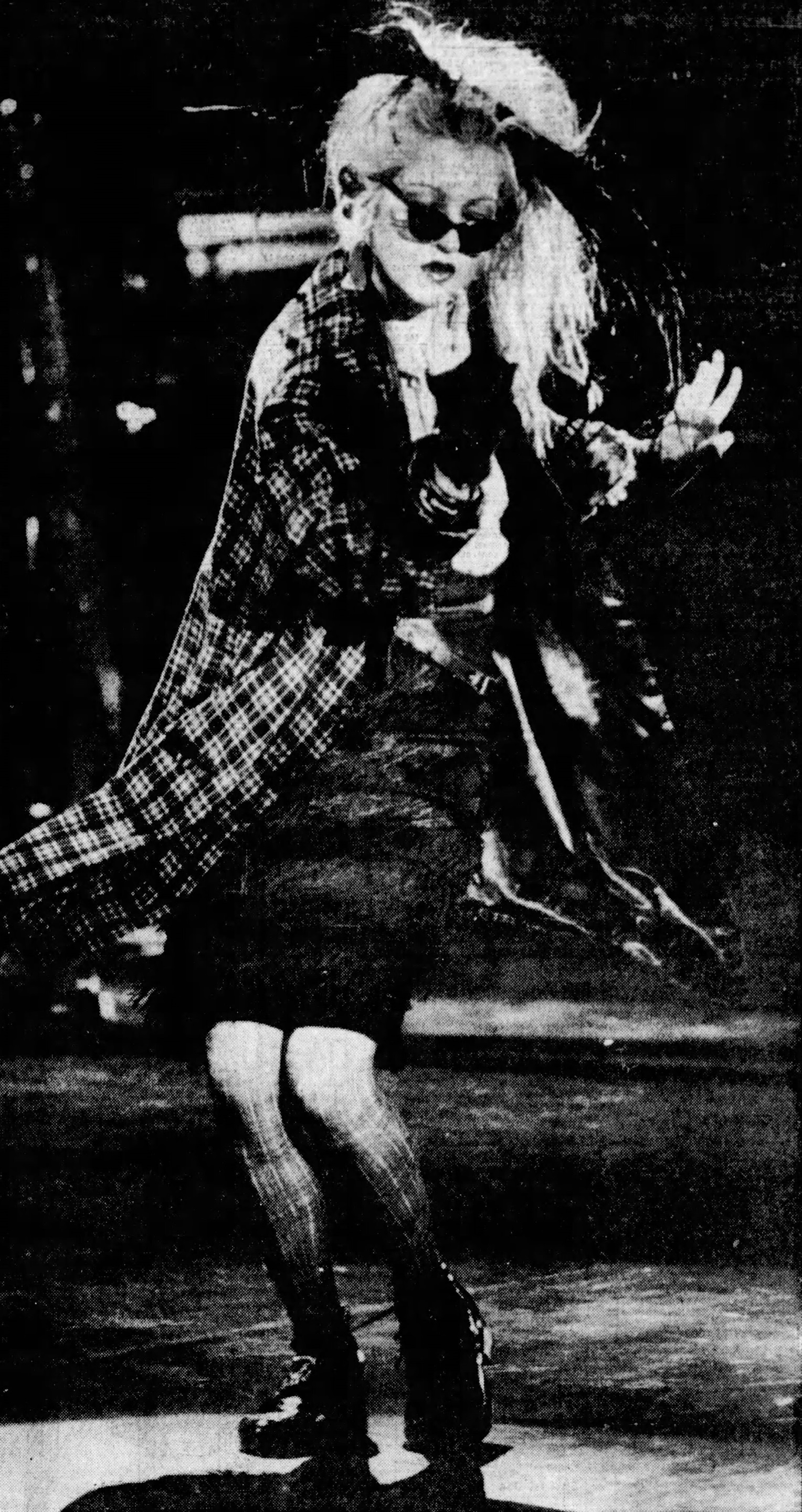
Lauper en concierto. (c. 1984)

En su cuarto álbum, Hat Full of Stars, Lauper se aleja del sonido Pop rock y se adentra a la música alternativa, con una mezcla de sonidos Quiet storm, Soul, R&B, contemporáneo, Pop, Folk e incluso Trip hop. Las letras juegan un papel importante, donde habla de la homofobia, violencia doméstica, aborto y racismo. Según los críticos la voz de ella estaba en su mejor momento.
Sisters of Avalon, su quinto álbum, Cyndi intentó trabajar con diferentes sonidos del mundo (al mismo tiempo Madonna, Kylie Minogue y otros artistas se unen a la busca de sonidos). En este se puede encontrar un sonido reggae y alternativo como influencia. Las letras hablan sobre las minorías, tales como la homosexualidad. Se destacan canciones como Ballad of Cleo and Joe, Fearless, You Don't Know o la homónima.
Después llega su álbum navideño, Merry Christmas... Have a Nice Life, que se aleja de los navideños clásicos, y juega con sonidos como la música cajún y celta. Cuenta con canciones originales y clásicos.
La filtración de las canciones perteneciente al álbum Shine logran que este sea cancelado (aunque tres años más tarde se pone en venta en Japón). El álbum representaba una vuelta a los sonidos que la caracterizaron en los 80: pop rock, pero no deja de tener la influencia empezada en Sisters of Avalon. Se encuentran las roqueras "It's Hard to be Me" y la homónima, la dance "Madonna Whore" y la hermosa "Water's Edge".
Sus álbumes At Last es su primer álbum de versiones; en este caso de Jazz. Su voz es la característica principal del álbum, donde la música la acompaña muy bien y nos trae hermosas interpretaciones como "Walk on By" o "La vie en rose". Se encuentra una pequeña influencia de rock en la "Don't Let Me Be Misunderstood". Igual todo no es tan calmado, ya que se pueden encontrar la alejada del Jazz, Stay, y el dueto con Tony Bennett en Makin' Whoopee. Recibió buenas críticas hacía su voz y producción tanto en críticos como fanáticos.
Junto a muchos invitados especiales aparece The Body Acoustic, un álbum con la base acústica, pero en la cual se pueden observar los sonidos jazz, el folclore de Appalachia, blues, reggae, etc. Aunque la mayoría de las canciones eran clásicos en su repertorio musical se incluyeron dos canciones inéditas, la cual una fue lanzado como sencillo: Above the Clouds. Entre las colaboraciones del álbum aparecen Adam Lazzara, Shaggy, Sarah McLachlan, Puffy AmiYumi, entre otros.
Después de años sin presentar un álbum con todo material nuevo llega el álbum Bring Ya to the Brink, que nos invita a entrar a la pista de baile y llevarnos al límite. El álbum en general es una vuelta a las discotecas para ella, luego de lanzar los álbumes At Last y The Body Acoustic. Esto se puede notar fácilmente en el sencillo Same O'l Story, en la frase "Still got my feet on tie to the beat yeah" (Todavía tengo mis pies atados al ritmo, sí). Lo cierto es que no utiliza sonidos de moda, sino que renueva estilos como el New Wave o Dub de los 90 en su nuevo trabajo. Se pueden encontrar las más electrónicas´«Into the Nightlife» o «Lay my Dwon», la disco «Set Your Heart», las slow dance «Echo» y «Rain On Me», y la New Wave «High and Mighty». Memphis Blues, son álbumes de versiones, At Last es sobre canciones de jazz y Memphis Blues sobre canciones de blues.
Es muy común ver en sus giras musicales a Cyndi tocar instrumentos como el Dulcémele de los Apalaches, percusiones, guitarra, flauta dulce, trombón, acordeòn y bajo eléctrico.[cita requerida] En julio del 2012, Cyndi hizo una aparición en la WWE después de 27 años, acompañada de Wendi Richter y Layla El.[cita requerida]

## Activismo
Cyndi fue vista como una pionera de la liberación sexual femenina. Lauper debutó con "She's So Unusual" (1983) generando un gran seguimiento de fanes respondiendo al mensaje de "amistad de gay y lesbianas", personificando el poder de las mujeres con el himno femenino "Girls Just Want to Have Fun". Es considerado por muchos como un clásico feminista de la época. Gillian G. Gaar, autora del libro "She's a Rebel: The History of Women in Rock & Roll", considera al video 'Una Fuerte Declaración feminista", "Un Himno de la Solidaridad femenina", y "Una Celebración juguetona de la camaradería femenina".

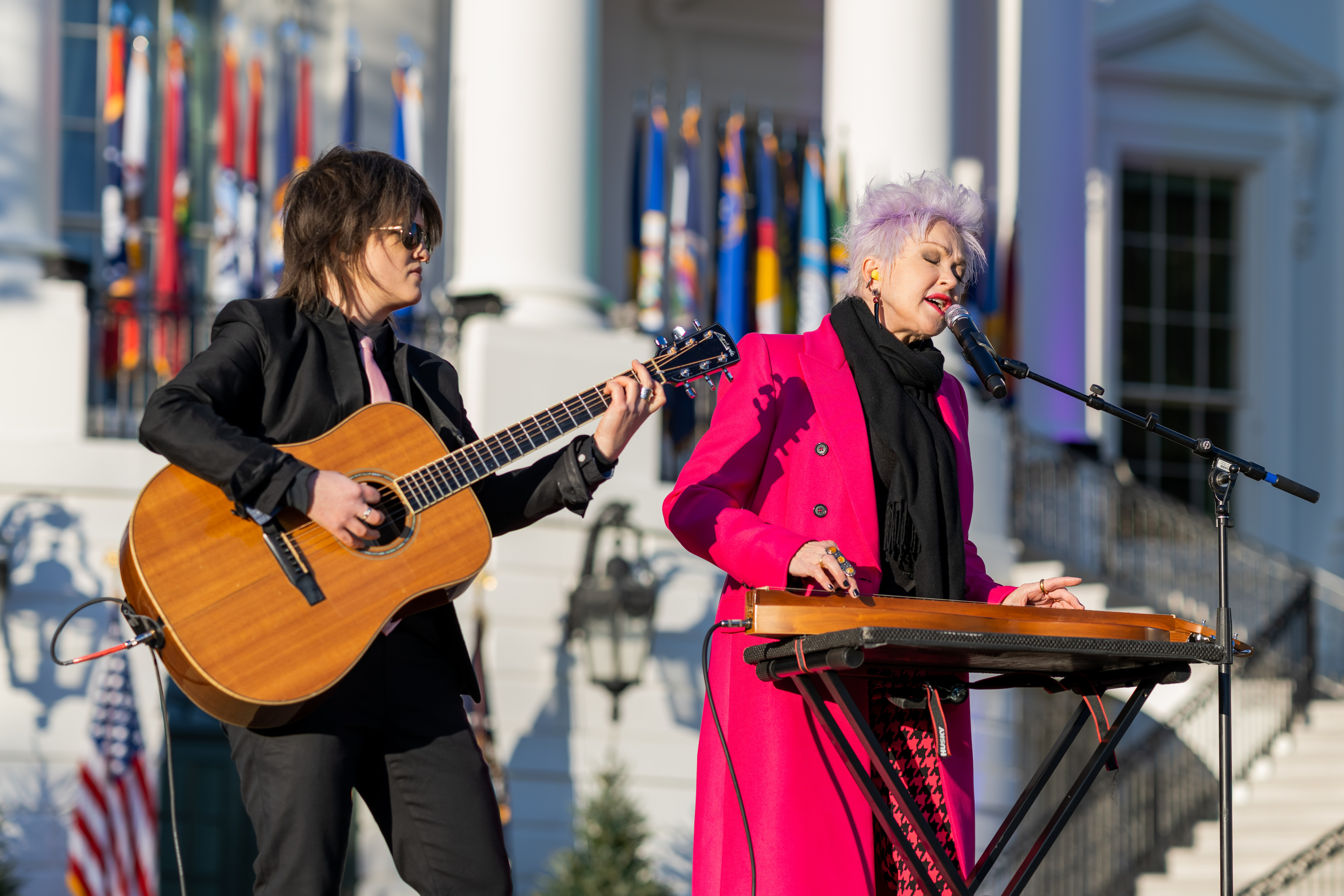
Lauper en la Casa Blanca interpretando «True Colors» durante la firma de la Ley de Respeto por el Matrimonio

Como muchos de sus amigos de la infancia (así como su hermana mayor, Elena), Cyndi Lauper es una defensora de los derechos de los homosexuales. Lauper explicó que "Esto no fue hasta que mi hermana salió del armario a principio de los años 70, que yo me volviera más consciente de los insultos intolerantes y de la violencia en contra de la comunidad de estas personas... quienes eran homosexuales".
Lauper desde ese entonces se ha vuelto una activista de los derechos homosexuales, animando más a menudo a la gente de la comunidad LGBT y el voto por los derechos igualitarios. El activismo político de los derechos LGBT fue el tema de la gira anual de Lauper, "True Colors Tour". El tema "Above the Clouds" fue escrito en memoria del estudiante Matthew Shepard, que fue acesinado por su condición sexual en Wyoming, Washington D. C.. Es miembro de la fundación a su nombre, Matthew Shepard Foundation Board, promoviéndola en 2005 durante su gira de conciertos en memoria del estudiante y para la recaudación de fondos.
El 31 de marzo de 2010, True Colors United, una organización cofundada por la cantante, lanzó la campaña Give a Damn, una iniciativa basada en Internet que pretende «educar e implicar a la comunidad heterosexual» en el avance de la igualdad para gays, lesbianas, bisexuales y transexuales. Otros personajes que participaron en la campaña son Whoopi Goldberg, Jason Mraz, Elton John, Luz Judith, Cynthia Nixon, Kim Kardashian, Clay Aiken, Sharon Osbourne y Kelly Osbourne. Anna Paquin formó también parte de la campaña y se declaró como bisexual, noticia que colapsó la página web de la campaña. En diciembre de 2022, Lauper interpretó su canción en la ceremonia en la que el presidente estadounidense Joe Biden firmó la Ley de Respeto al Matrimonio.

## Logros

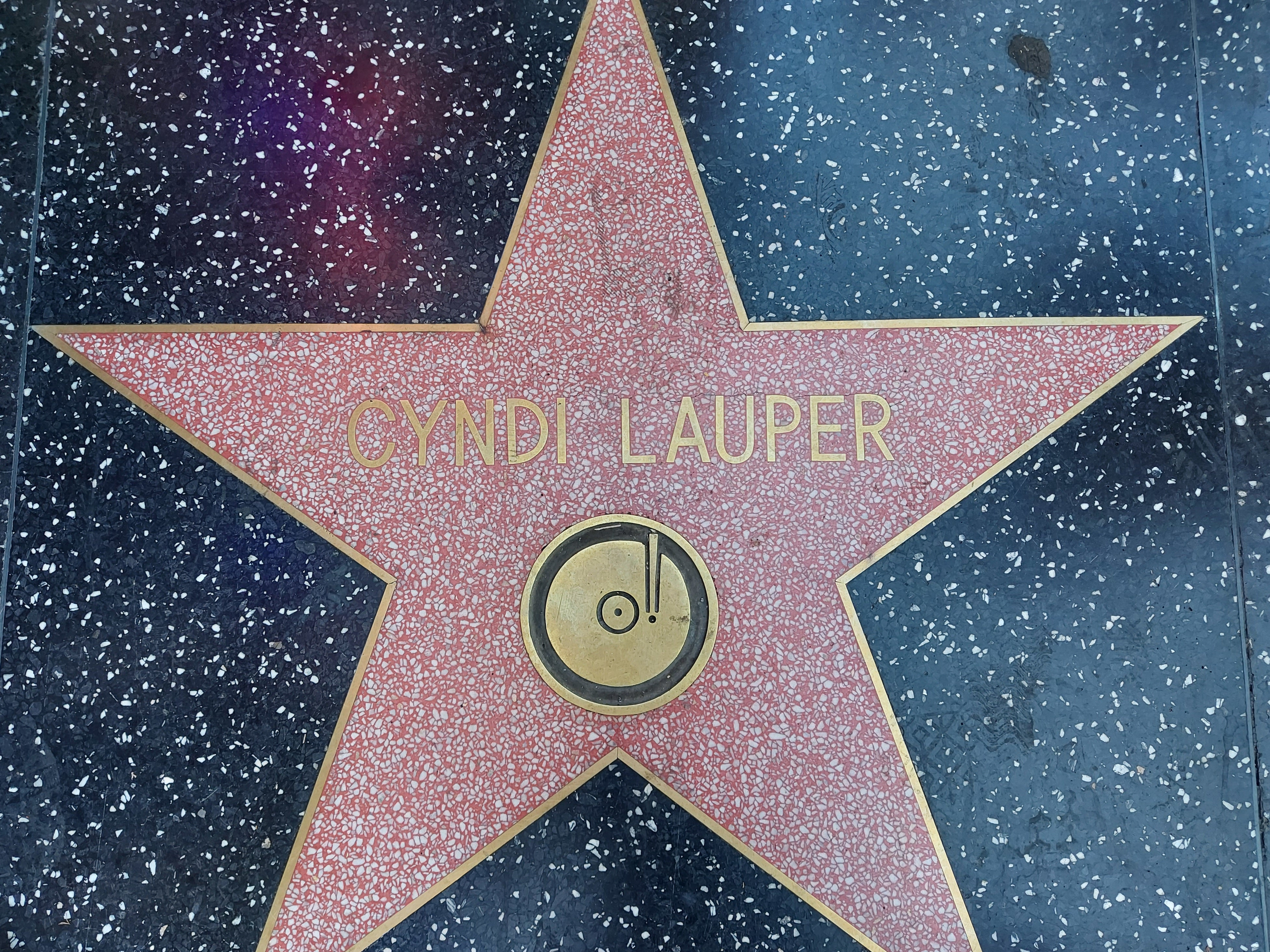
Hollywood Walk of Fame - Cyndi Lauper

Lauper ha vendido más de 50 millones de copias en todo el mundo entre álbumes, sencillos y DVD. Según la RIAA, ha vendido más de 9.5 millones de copias de álbumes en Estados Unidos, con el récord de su álbum debut, She's So Unusual (1983) como el mejor posicionado con un total de 7 discos de platino hasta 2023.
A lo largo de su trayectoria, Lauper ha conseguido un total de quince nominaciones a los Premios Grammy, ganando en dos ocasiones en las categorías de Mejor artista novel en 1985 y a Mejor álbum de teatro musical en 2014. Además cuenta, con un Premio Tony por KInky Boots (2013) y un Premio Primetime Emmy a la mejor actriz invitada en serie de comedia por su papel en Mad About You (1995).
También cuenta con un premio de los MTV Video Music Awards por su tema "Girls Just Want to Have Fun" como mejor video femenino en 1984, y hasta cuatro premios Billboard Music Awards de sus más de 25 nominaciones. Lauper ha sido incluida en el puesto 58 por la revista VH1, en 1999, dentro de las 100 mejores mujeres de Rock & Roll. El videoclip de  "Girls Just Want to Have Fun" está incluido dentro de los 100 mejores videos musicales de todos los tiempos por la revista Rolling Stone y por la cadena MTV en el puesto 22; y en el puesto 39 respectivamente. Su canción "Time after Time" está incluida por la revista Rolling Stone dentro de las 100 mejores canciones de Pop de todos los tiempos.

## Legado

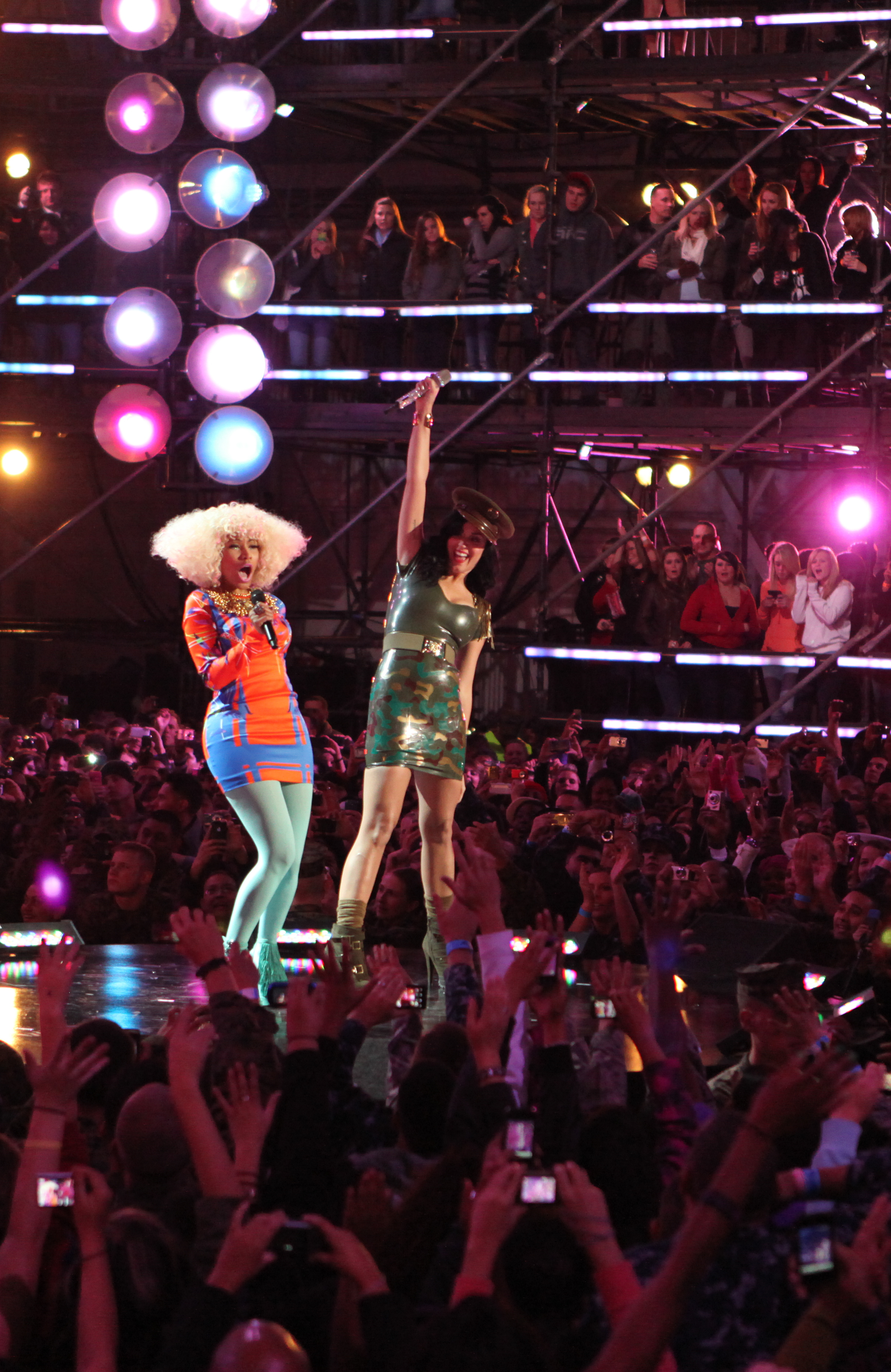
Nicki Minaj y Katy Perry versionando "Girls Just Want to Have Fun" en el VH1 Divas.

Lindsay Planer de AllMusic describió a Lauper como "una vocalista iconoclasta que revolucionó el papel de las mujeres en el rock and roll".  La melodía y lírica de sus canciones no podían pasar desapercibidas. Hasta la actualidad; sus temas sirven de inspiración para artistas contemporáneos, incluyendo a  Victoria Vox, Katy Perry, Lady Gaga, Vanessa Paradis, Tegan and Sara, Kim Petras, Nicki Minaj, Poppy, Fergie, Yelle, Youthful Spirit, Dawn Richard, Marty Casey, Brody Dalle, Anna Tsuchiya, Scout Taylor-Compton, Fady Maalouf, Theresa Wayman, Demi Lovato, Kesha, Shirley Kwan, Sia, Kate Alexa o grupos como Speakeasy Tiger, The Kimberly Trip, Lovers Electric o Scissor Sisters, entre otros, también la han citado como influencia.
Stephen Thomas Erlewine de Spotify dijo que su álbum, She's So Unusual y la distintiva apariencia idiosincrásica de Lauper "ayudaron a popularizar la imagen del punk y la nueva ola en Estados Unidos, convirtiéndola en una parte aceptable del panorama pop". El álbum ocupó el puesto número 487 en la lista de Rolling Stone de los 500 mejores álbumes de todos los tiempos en 2003.
Su canción, «Time after time», ha sido interpretada por otros artistas. El popular actor y cantante escocés John Barrowman versionó la canción  dedicándosela a su marido Scott Gill.[cita requerida] El trompetista de jazz Miles Davis interpretó la canción en una versión instrumental para su álbum You're under arrest.[cita requerida] A finales de 1984 la cantante venezolana Melissa hizo una versión en español del tema que incluyó en su segundo álbum titulado Melissa II.[cita requerida] La estrella Ashley Tisdale (conocida por encarnar a Sharpay Evans en High School Musical) interpretó «Time after time» para su segundo disco como solista.[cita requerida] En 2010, la cantante japonesa Hitomi Shimatani promocionó su segundo álbum de versiones Otoko Uta II con una versión en japonés de «Time after time» titulada «Time After Time ~Doki no Hate Made~», en uno de los tres videos promocionales que grabó para el álbum.[cita requerida]  El cantante Julio José Iglesias también hizo una versión en castellano del tema «Time after time» titulado «Por la mitad».[cita requerida]
Sheila Moeschen sostuvo que «Girls Just Want to Have Fun» "encarnaba un tipo diferente de estética femenina que contradecía la sensualidad cruda y el arrojo de sus contemporáneas como Madonna o las rockeras veteranas Joan Jett y Pat Benatar", que presentó "a una nación de mujeres un nuevo tipo de modelo femenino a seguir, uno que celebraba la diferencia y alentaba la alegría en la autoexpresión". Miley Cyrus (conocida por su papel en Hannah Montana) interpretó el tema para su disco debut como solista: Breakout.  La cantante, violinista y pianista de neo-victoriano industrial, Emilie Autumn, hizo su propia versión.[cita requerida] La intérprete española Russian Red también ha versionado, en estilo indie, la canción para el disco I love your glasses.[cita requerida] En 2010, Katy Perry y Nicki Minaj cantaron «Girls just want to have fun» en «Live at VH1 Divas Salute The Troops - 2010», en vivo. En 2012, Madonna hizo referencia a la canción, en el sencillo «Girl Gone Wild» de su décimo segundo álbum de estudio MDNA. En 2014, la cantante japonesa Ayumi Hamasaki hizo referencia a la canción, en el sencillo «XOXO» de su décimo quinto álbum de estudio Colours.[cita requerida]
La canción «True colors» se ha convertido en un himno gay, después de que se crease la organizaicón True Colors United, que defiende a los jóvenes LGBT fugitivos y sin hogar..  En 1998,  Phil Collins hizo una versión de  con influencia smooth-jazz para su álbum ...Hits. En 2012, la agrupación pop mexicana OV7 grabó una versión de la canción bajo el título de «Colores». Incluida en su nuevo álbum de es tudio Forever7.[cita requerida] Otra de las canciones que toma el tema es «Ballad of Cleo and Joe», donde cuenta la historia de una travesti.
«She Bop"», el tercer sencillo de She's So Unusual, es la primera y única canción del top 10 que menciona directamente una revista de pornografía gay. Una oda a la masturbación, se incluyó en la lista "Filthy Fifteen" del PMRC, lo que llevó a la aparición de la etiqueta de Advertencia para Padres en grabaciones consideradas no aptas para jóvenes.
Además, Jamie Lynn Spears interpretó el tema «Hey Now» y la cantante canadiense Céline Dion interpretó en tres de sus álbumes el tema «I drove all night», cedido personalmente por Lauper, además en el video We Are The World Dion cantó la parte que Lauper cantó en 1985. La canción «Cool» de Gwen Stefani tuvo como mayor inspiración las canciones Time After Time de Cyndi y Crazy for You de Madonna, y ayudó dándole un estilo y "color", como influencia, a los álbumes One of the Boys y Teenage Dream de Katy Perry. Para el álbum "We Are Born" de Sia, ella mostró a Cyndi y Madonna como mayores inspiraciones a la hora del trabajo.

## Discografía
- 1983: She's So Unusual
- 1986: True Colors
- 1989: A Night to Remember
- 1993: Hat Full of Stars
- 1996: Sisters of Avalon
- 1998: Merry Christmas... Have a Nice Life
- 2003: At Last
- 2004: Shine
- 2008: Bring Ya to the Brink
- 2010: Memphis Blues
- 2016: Detour

## Giras musicales
- 1984-1985: The Fun Tour
- 1986-1987: True Colors World Tour
- 1989: A Night to Remember World Tour
- 1991: A.M.A. Concert Series
- 1993-1994: Hat Full of Stars Tour
- 1994-1995: Twelve Deadly Cyns World Tour
- 1996-1997: Sisters of Avalon Tour
- 2002-2003: The Shine Tour
- 2003-2004: At Last Tour
- 2005: The Body Acoustic Tour
- 2008: Bring Ya To The Brink World Tour
- 2010-2011: The Memphis Blues World Tour
- 2013: She's so Unusal: 30th Anniversary Tour
- 2016: Detour Tour
- 2024-2025: Girls Just Wanna Have Fun Farewell Tour

## Filmografía
- 1985: Los Goonies
- 1987: Vibes
- 1991: Off and Running
- 1993: Life with Mikey
- 1994: La señora Parker y el círculo vicioso
- 1999: The Opportunists
- 2005: The Naked Brothers Band
- 2009: Here and There
- 2011: Dirty Movie
- 2014: Henry & Me